# معركة غوان دو

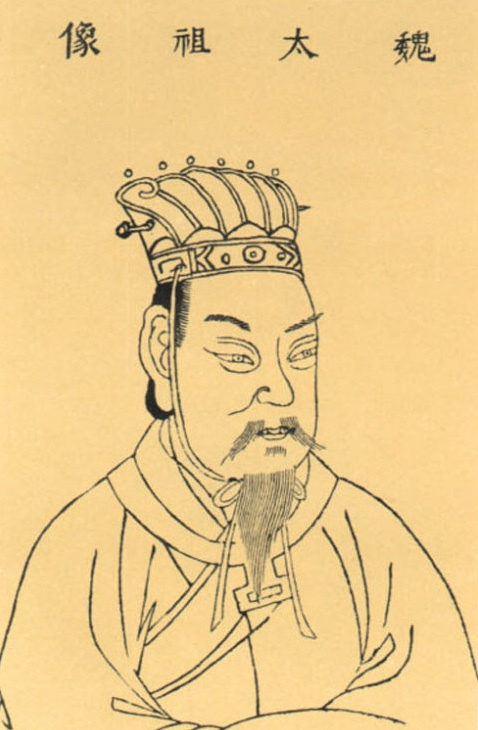
تساو تساو

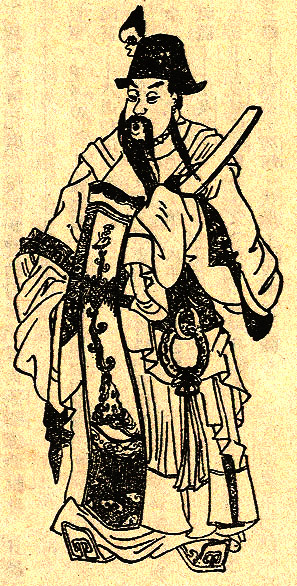
يوان شاو

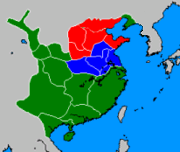
خريطة توضح سيطرة يوان شاو الحمراء وسيطرة تساو تساو الزرقاء

حرب غوان دو هي حرب وقعت سنة 200 م بين أمير الحرب يوان شاو وأمير الحرب تساو تساو من أجل الإستيلاء على البلاد.

## تمهيد
بعد أن تفكك تحالف الحكام الثمانية عشر وعاد كل من أمراء الحرب لقواعدهم استطاع تساو تساو السيطرة على الإمبراطور شيان ونقل البلاط لولاية يان زو وغير العاصمة من لويانغ إلى تشو تشانغ
حينها بدأ التوتر بين يوان شاو وتساو تساو لإن يوان شاو لن يرضى بسيطرة تساو تساو على البلاط خصوصا بعد أن هزم الجنرال لوبو وهزم إمبراطور زونغ يوان شو وكان الأمر في البلاد أشبه بفترة الحرب بين تشو وهان إذ أن أكبر قوتين في البلاد تساو تساو ويوان شاو كانا يتنافسا على أحقية عرش هان ولهذا لم يتدخل الأمراء الباقين بسبب خوفهم من انتصار أحد الأطراف وكان الإمبراطور شيان قد أمر عمه الإمبراطوري ليو باي بالتحالف مع يوان شاو فتمرد ضد تساو وإحتل تشو تزو لكن تساو هزمه فإنضم ليو باي بعدها ليوان شاو

## البداية
شكل موقع سهل غوان دو موقعا مناسبا لتساو تساو ويوان شاو وكان سهل غوان دو يقع شمال شرق مقاطعة زونغ مو مسقط رأس الإمبراطور ليو باي
في عام 196 أمر تساو تساو جيشه بالتمركز هناك وتم تجهيز التحصينات على طول الخط الأمامي
وقام تساو تساو بإرسال زانغ با لمضايقة مقاطعة تشينغ التي يحكمها يوان تان الابن الأكبر ليوان شاو
```
لمنعه من مباغتة الجناح الشرقي لتساو تساو
```

في الشهر الأول تمرد ليو باي ضد تساو تساو وقام باحتلال تشو تزو وقتل الجنرال الحارس شي فو وفرح الإمبراطور شيان بهذا الخبر
غضب تساو تساو من ذلك وزحف بجنوده وقاموا باحتلال تشو تزو فهرب ليو باي إلى يوان شاو وإستسلم كوان يو للجنرال تساو تساو بينما هرب زانغ في وزي لونغ إلى هيبي وفقد ليو باي التواصل معهم
مع بداية الشهر الأول من سنة 200 تمكن تساو تساو بفضل كوان يو من قتل أقوى جنرالات يوان شاو وهما يان ليان ووين تشو وعندما عرف ليو باي أرسل رسالة إلى جوان يو ليجتمعا مجددا وصادفا في الطريق زانغ في زاو يون فإنسحبوا وإنضموا لسيد تجينغ زو ليو بياو الذي وافق

## إعلان الحرب الثانية
بعد فترة وجيزة شكل يوان شاو بيانا ضد تساو تساو أدانه فيه بصفته الخائن هان وسار بجيشه نحو ليانغ بقوة 110.000 جندي وأوقع جنود يوان شاو بجيش تساو تساو خسارة فادحة مما أجبر تساو تساو على الانسحاب والدفاع عن قاعدته في غوان دو

## الشهر الثامن
في الشهر الثامن تقدم جيش يوان شاو ببطء نحو جنوب يان غو وقام يوان شاو بنصب منصات عالية جدا ترمي الأسهم على جنود تساو تساو مما إضطر جنود تساو لحمل الدروع فوق رؤوسهم وقام جنود تساو بإستهداف هذه المنصات بالمنجنيق وحاول جنود يوان شاو حفر خنادق تحت قلعة تساو لكن تساو تساو حفر خنادق دفاعية ليادفع بها عن حصنه وفي وقت لاحق لم يتمكن أي أحد من الانتصار وأصبح يوان شاو وتساو تساو في مأزق
بعد فترة وجيزة بدأ جيش تساو تساو في التململ بسبب الجوع ونقص المؤونة فأراد تساو الانسحاب لكن زون يو مستشاره أرسل له رسالة قال فيها:
الإمدادات الخاصة بك منخفضة لكنها ليست أسوء من الحرب بين تشو و هان
في ذلك الوقت خاف شيانغ يو وليو بانغ الإمبراطور غاوزو من الانسحاب لإن التراجع سيكشف من الضعيف حانت الفرصة ليموت يوان شاو

## الشهر التاسع
في الشهر التاسع عرف زون يو مستشار تساو تساو أن يوان شاو يخزن الطعام في غو سي وأن حارسها هو هان منغ
فقام تساو تساو بإرسال وحدات سلاح الفرسان بقيادة تزو هوانغ وقد نجح وقام بإحراق مخازن يوان شاو
بعد ذلك عاد شو يو بجيش تعداده 10.000 من هيبي أمره يوان شاو بمرافقة الطعام إلى المخازن في وو تشاو وهو مكان بعيد عن غوان دو وأمره بالحراسة هناك

## إنشقاق شو يو
بعد فترة وجيزة إنشق شو يو عن قائده يوان شاو بسبب أن يوان شاو أراد أن يوظف المستشار تيان فانغ من جديد الذي نصحه قبل بداية الحرب بعدم مقاتلة تساو تساو لكن شو يو أتهمه بالخيانة فحبسه يوان شاو وعندما أراد هذا أقنعه شو يو بإن تيان فانغ كان يضحك على هزائمك المتتالية فقتله يوان شاو لكن المستشار تشونغ أقنع يوان شاو بإن شو يو قد خدعه وأنه تأمر سرا مع تساو تساو وعندما أحس شو يو بهذا قرر مساعدة تساو تساو فذهب إليه سرا في معسكره وأخبره بمكان المخازن في وو تشاو لكن جنرالات تساو أحسوا بإنها خدعة من يوان لكن المستشارين نصحوا تساو بالهجوم وأمر تساو 5000 فارس أن يرتدوا ملابس جنود يوان شاو حتى يفتح الجنرال الحارس الباب وعندما فعل أحرقوا جميع الطعام حتى إن يوان شاو رأى النار من مخيمه الرئيسي وبدلا من إرسال تعزيزات هاجم قاعدة تساو تساو لكنه فشل ومع حلول الصباح قتل أكثر من نصف الجيش وتحولت مخازن وو تشاو إلى جحيم وإنخفضت معنويات الجنود وقام تساو تساو بقطع أنوف الجنود القتلى من جيش يوان وأمر بجمعها مع أنوف وشفاه الخيول والثيران كنوع من الإرهاب

## النهاية
بعد إحراق مؤون يوان شاو
إنخفضت معنويات الجيش حتى إن يوان شاو فر مع بقايا جيشه البالغ 800 فارس فقط من مجموع 110.000 جندي كان يمتلكهم وعندما وصل يوان شاو لشمال النهر الأصفر لم يستطع بعض من جنوده العبور فقبض تساو تساو عليهم ودفنهم أحياء وأعلن انتصار جيش مملكة هان على جيش الخائن يوان شاو
توفي يوان شاو بعد عامين من هذا وأصبح إبنه الأصغر يوان شانغ السيد لكن أخوه الأكبر يوان تان رفض هذا وإستغل تساو تساو هذا فهاجم قاعدة يوان تان ففشل وإنسحب بعد هذا
تحالف يوان تان معه لقتل يوان شانغ لكن تساو تساو قتله في المعركة بسبب مخالفته لشروط التحالف
هرب يوان شانغ بعد هزيمته على يد تساو تساو وهرب لشقيقه يوان شي
لكن جيش تساو استمر في مطاردتهما فتحالفا مع قبيلة وو هوان لكن تساو هزمهم في معركة الذئب الأبيض وفروا إلى سيد لياودونغ غونغ سون كانغ لكنه قتلهما انتقام لغونغ سون زان الذي قتله يوان شاو سنة 194 وأرسل رؤوسهم لتساو تساو
وبانتصاره في هذه الحرب تمكن تساو تساو من توحيد معظم الشمال وركز الآن نحو أخر سيدين هما سون تشوان وليو بياو